# Leistera
Leistera là một chi bướm đêm thuộc họ Erebidae.